# Объединённая команда на зимних Олимпийских играх 1992
Объединённая команда республик бывшего СССР (за исключением Эстонии, Латвии и Литвы) выступала на зимних Олимпийских играх единственный раз — на играх 1992 года. Она принимала участие в соревнованиях по 12 видам, получив всего 23 медали, из них золотых — 9, серебряных — 6, и бронзовых — 8 (став 2-й в медальном зачёте). Знаменосцем сборной на церемонии открытия был Валерий Медведцев. Блестяще выступили лыжницы. Во всех видах программы на пьедестал поднимались Любовь Егорова, завоевавшая 3 золотые и 2 серебряные медали, став таким образом 3-кратной олимпийской чемпионкой и Елена Вяльбе, выигравшая в эстафете золото, а в 4-х личных гонках — 4 бронзовые награды, что является уникальным событием в истории. Автором уникальнейшего достижения в Альбервилле стала российская биатлонистка Анфиса Резцова, завоевавшая золото в спринте (став в спринте первой олимпийской чемпионкой) и бронзу в эстафете. Резцова — первый в истории спортсмен, завоевавший олимпийское золото в лыжах и биатлоне (в Альбервилле Резцова стала двукратной олимпийской чемпионкой). Сенсационное золото в индивидуальной гонке выиграл победитель Ижевской винтовки 1991 — Евгений Редькин. Блестяще выступили фигуристы, выигравшие 3 золота (пары, танцы, и, впервые в истории, в мужском одиночном катании). Золото взяли и хоккеисты: двукратными олимпийскими чемпионами стали Вячеслав Быков и Игорь Кравчук. Трехкратным олимпийским чемпионом стал Андрей Хомутов. Впервые в истории без медалей остались отечественные конькобежцы. Вместе с тем впервые в истории были выиграны медали во фристайле (серебро Елизаветы Кожевниковой) и бронза в шорт-треке (женская эстафета).

## Медалисты
| Медаль  | Спортсмен | Вид спорта       | Дисциплина                                 |
| ------- | --- | ---------------- | ------------------------------------------ |
| Золото  | Евгений Редькин | Биатлон          | Мужчины, индивидуальная гонка на 20 км     |
| Золото  | Анфиса Резцова | Биатлон          | Женщины, спринт                            |
| Золото  | Любовь Егорова | Лыжные гонки     | Женщины, 15 км классическим стилем         |
| Золото  | Любовь Егорова | Лыжные гонки     | Женщины, гонка 10 км по системе Гундерсена |
| Золото  | Любовь Егорова Елена Вяльбе Раиса Сметанина Лариса Лазутина | Лыжные гонки     | Женщины, эстафета 4 x 5 км                 |
| Золото  | Марина Климова Сергей Пономаренко | Фигурное катание | Танцы на льду                              |
| Золото  | Наталья Мишкутёнок Артур Дмитриев | Фигурное катание | Спортивные пары                            |
| Золото  | Виктор Петренко | Фигурное катание | Мужчины                                    |
| Золото  | Михаил Шталенков, Андрей Трефилов, Николай Хабибулин, Дарюс Каспарайтис, Дмитрий Миронов, Игорь Кравчук, Сергей Баутин, Дмитрий Юшкевич, Алексей Житник, Владимир Малахов, Сергей Зубов, Андрей Хомутов, Вячеслав Быков, Юрий Хмылев, Андрей Коваленко, Вячеслав Буцаев, Евгений Давыдов, Алексей Ковалёв, Алексей Жамнов, Сергей Петренко, Николай Борщевский, Игорь Болдин, Виталий Прохоров | Хоккей           | Мужчины                                    |
| Серебро | Светлана Печёрская | Биатлон          | Женщины, индивидуальная гонка на 15 км     |
| Серебро | Валерий Медведцев Александр Попов Валерий Кириенко Сергей Чепиков | Биатлон          | Мужчины, эстафета 4 х 7,5 км               |
| Серебро | Любовь Егорова | Лыжные гонки     | Женщины, 5 км классическим стилем          |
| Серебро | Любовь Егорова | Лыжные гонки     | Женщины, 30 км классическим стилем         |
| Серебро | Елена Бечке Денис Петров | Фигурное катание | Парное катание                             |
| Серебро | Елизавета Кожевникова | Фристайл         | Женщины, могул                             |
| Бронза  | Елена Белова | Биатлон          | Женщины, спринт                            |
| Бронза  | Анфиса Резцова Елена Белова Елена Мельникова | Биатлон          | Женщины, эстафета 3 х 7,5 км               |
| Бронза  | Елена Вяльбе | Лыжные гонки     | Женщины, 5 км классическим стилем          |
| Бронза  | Елена Вяльбе | Лыжные гонки     | Женщины, 15 км классическим стилем         |
| Бронза  | Елена Вяльбе | Лыжные гонки     | Женщины, гонка 10 км по системе Гундерсена |
| Бронза  | Елена Вяльбе | Лыжные гонки     | Женщины, 30 км свободным стилем            |
| Бронза  | Майя Усова Александр Жулин | Фигурное катание | Танцы на льду                              |
| Бронза  | Юлия Аллагулова Наталья Исакова Виктория Троицкая Юлия Власова | Шорт-трек        | Женщины, эстафета 3000 м                   |

## Медали по видам спорта
| Спорт            | Золото | Серебро | Бронза | Всего |
| ---------------- | ------ | ------- | ------ | ----- |
| Лыжные гонки     | 3      | 2       | 4      | 9     |
| Фигурное катание | 3      | 1       | 1      | 5     |
| Биатлон          | 2      | 2       | 2      | 6     |
| Хоккей с шайбой  | 1      | 0       | 0      | 1     |
| Фристайл         | 0      | 1       | 0      | 1     |
| Шорт-трек        | 0      | 0       | 1      | 1     |

### Многократные призёры
| Имя            | Вид спорта   |   |   |   | Итого |
| -------------- | ------------ | - | - | - | ----- |
| Любовь Егорова | Лыжные гонки | 3 | 2 | 0 | 5     |
| Елена Вяльбе   | Лыжные гонки | 1 | 0 | 4 | 5     |
| Анфиса Резцова | Биатлон      | 1 | 0 | 1 | 2     |
| Елена Белова   | Биатлон      | 0 | 0 | 2 | 2     |

## Состав и результаты Объединенной команды

### Фигурное катание
| Соревнование              | Спортсмен                         | Обязательный танец 1 | Обязательный танец 1 | Обязательный танец 2 | Обязательный танец 2 | Короткая программа/ оригинальный танец | Короткая программа/ оригинальный танец | Произвольная программа/ произвольный танец | Произвольная программа/ произвольный танец | Всего     | Всего |
| Соревнование              | Спортсмен                         | Результат            | Место                | Результат            | Место                | Результат                              | Место                                  | Результат                                  | Место                                      | Результат | Место |
| ------------------------- | --------------------------------- | -------------------- | -------------------- | -------------------- | -------------------- | -------------------------------------- | -------------------------------------- | ------------------------------------------ | ------------------------------------------ | --------- | ----- |
| Женское одиночное катание | Татьяна Рачкова                   |                      |                      |                      |                      | 6,5                                    | 13                                     | 14,0                                       | 14                                         | 20,5      | 16    |
| Женское одиночное катание | Юлия Воробьева                    |                      |                      |                      |                      | 7,0                                    | 14                                     | 13,0                                       | 13                                         | 20,0      | 14    |
| Мужское одиночное катание | Вячеслав Загороднюк               |                      |                      |                      |                      | 5,0                                    | 10                                     | 8,0                                        | 8                                          | 13,0      | 8     |
| Мужское одиночное катание | Алексей Урманов                   |                      |                      |                      |                      | 2,5                                    | 5                                      | 5,0                                        | 5                                          | 7,5       | 5     |
| Мужское одиночное катание | Виктор Петренко                   |                      |                      |                      |                      | 0,5                                    | 1                                      | 1,0                                        | 1                                          | 1,5       | 1     |
| Спортивные пары           | Евгения Шишкова Вадим Наумов      |                      |                      |                      |                      | 2,5                                    | 5                                      | 5,0                                        | 5                                          | 7,5       | 5     |
| Спортивные пары           | Елена Бечке Денис Петров          |                      |                      |                      |                      | 1,0                                    | 2                                      | 2,0                                        | 2                                          | 3,0       | 2     |
| Спортивные пары           | Наталья Мишкутенок Артур Дмитриев |                      |                      |                      |                      | 0,5                                    | 1                                      | 1,0                                        | 1                                          | 1,5       | 1     |
| Танцы на льду             | Оксана Грищук Евгений Платов      | 0,8                  | 4                    | 0,8                  | 4                    | 2,4                                    | 4                                      | 4,0                                        | 4                                          | 8,0       | 4     |
| Танцы на льду             | Майя Усова Александр Жулин        | 0,4                  | 2                    | 0,4                  | 2                    | 1,6                                    | 3                                      | 3,0                                        | 3                                          | 5,6       | 3     |
| Танцы на льду             | Марина Климова Сергей Пономаренко | 0,2                  | 1                    | 0,2                  | 1                    | 0,6                                    | 1                                      | 1,0                                        | 1                                          | 2,0       | 1     |